# I Woke Up Early the Day I Died
I Woke Up Early the Day I Died (Alternativtitel: Ed Wood's Der Tag an dem ich starb, I Awoke Early the Day I Died) ist eine Komödie von Aris Iliopulos und Billy Zane aus dem Jahr 1998. Sie entstand nach einem Originaldrehbuch des 1978 verstorbenen B-Movie-Regisseurs Ed Wood. Der Film besitzt keinerlei Dialoge und lebt allein von Gestik und Mimik der Darsteller.

## Handlung
Ein Mann (im Abspann als The Thief bezeichnet) flieht aus einer Irrenanstalt, indem er eine Krankenschwester tötet und in ihrer Kleidung die Anstalt verlässt. Da er aber in der Kleidung zu sehr auffällt, stiehlt er einen Anzug von einer Wäscheleine und ein Paar Schuhe von einem Straßenladen. Nachdem er sich einen Hotdog an einem Stand gestohlen hat, überwältigt er einen Parkplatzwächter, nimmt dessen Pistole und stiehlt einen Wagen. Mit der Pistole überfällt er einen Pfandleiher, der jedoch eine Waffe zieht. Der Dieb erschießt ihn und flieht mit einer Tasche voll Geld. Nach einer haarsträubenden Flucht, bei der er unter anderem mit einer besenschwingenden Hausfrau und ihrem Hund aneinandergerät, zieht er sich auf eine Baustelle zurück und schläft dort ein.
Am nächsten Morgen findet der Dieb eine Zeitung, in der von seinem Überfall berichtet wird und in der steht, dass die Angestellte des Pfandleihers ihn erkannt hat. Als er später am Tag die Beerdigung des von ihm erschossenen Mannes besucht, wartet er zunächst die Trauerfeier ab und untersucht dann den Sarg. Darin findet sich jedoch nicht der Tote, sondern ein Skelett, das in kultische Tüchern eingewickelt ist. Als der Friedhofswärter in seiner Behausung, einer pyramidenförmigen Gruft, anfängt Dudelsack zu spielen, erschrickt der geräuschempfindliche Dieb, lässt die Tasche mit dem Geld in den Sarg fallen, flieht und fällt schließlich in ein offenes Grab.
Als der Dieb am nächsten Morgen aufwacht, stellt er fest, dass der Sarg samt der Beute verschwunden ist. Deshalb sucht er den Friedhofswärter auf, um die Aktentasche zu suchen. Dabei wird er von diesem jedoch erwischt und sieht sich gezwungen, den Wärter mit einem Kissen zu ersticken. In dessen Unterlagen findet er die Adresse, an der der Sarg jetzt untergebracht ist. Dort findet der Dieb zwar den Sarg samt Tasche, doch wurde das Geld aus ihr gestohlen. Darüber wütend, zerstört der Dieb einige Särge, was den Bestattungsunternehmer und dessen Gehilfen auf den Plan ruft. Doch dem Dieb gelingt es zu fliehen und eine Liste mit Adressen der Trauergäste mitzunehmen.
Die Erste auf der Liste ist die Stripperin Sandy Sands. Nach deren Show sucht der Dieb sie in ihrer Umkleide auf und tötet sie, da sie anfängt zu schreien. Nächster auf der Liste ist Alkoholiker Tom Morris. Diesen „überredet“ der Dieb mit Hilfe einer Flasche Alkohol, ihn in seine Wohnung (die nur aus Pappkartons besteht) zu lassen. Als er auch dort nicht fündig wird, zündet er in seiner Wut Morris Hütte an, worauf dieser verbrennt. Nach einer erneuten Verfolgungsjagd mit der Polizei fährt der Dieb zu Maylinda Austed, die in einem Haus mit integriertem Leuchtturm wohnt. Nachdem er sämtliche Bilderrahmen im Haus auf der Suche nach dem Geld zerstört hat, bemerkt ihn die taube Austed und attackiert ihn mit Tritten. Nachdem der Dieb am Boden liegt, flieht Austed auf das Dach ihres Hauses. Doch der Dieb folgt ihr und wirft sie (begleitet von Musik aus Psycho) hinunter.
Da es mittlerweile Nacht geworden ist, sucht der Dieb eine schäbige Absteige auf, um dort die Nacht zu verbringen. Nachdem er bezahlt und sein Zimmer bezogen hat, schickt der Wirt eine Prostituierte auf sein Zimmer, die versucht ihn zu berauben. Als der Dieb das merkt, wirft er sie hinaus und beginnt zu weinen. Als er erneut Dudelsackmusik hört, besinnt er sich auf seinen Plan, den letzten auf der Liste, Robert Forest, zu finden.
Er folgt dessen Spur zu einem Zirkus, in dem Forest als Kunstschütze arbeitet. Der Dieb versucht Forest mithilfe einer Eisenstange zu erschlagen, doch mithilfe der Zirkusmitarbeiter gelingt es Forest, den Dieb zu vertreiben.
Der Dieb flieht, verfolgt von der Polizei, erneut in die Pyramide des Friedhofswärters. Dort hört er erneut die Dudelsackklänge, rastet aus, nimmt den toten Wärter samt Dudelsack auf die Schulter und schleppt ihn über den Friedhof. Als er beide fallen lässt, platzt der Dudelsack auf, und das gestohlene Geld fliegt in die Luft. Als der Dieb, überglücklich endlich sein Geld gefunden zu haben, versucht das Geld zu fangen, fällt er rückwärts in ein Grab und bricht sich das Genick. Dort finden ihn später zwei Polizisten.

## Filmfehler
Der Film benutzt absichtlich viele Filmfehler, die ein Markenzeichen von Ed Wood waren (vgl. Abschnitt Filmfehler), z. B.:
- Als der Dieb anfangs der Krankenschwester die Spritze verpasst, sieht man deutlich, dass der Arm, in den er das Gift injiziert, aus Kunststoff ist.
- Als der Dieb aus dem Krankenhaus flieht, sieht man die Füße des Kameramanns und ein Mikrofon im Bild.
- Tages- und Nachtzeit sowie die Kostüme wechseln von Szene zu Szene.
- Einige Szenen sind deutlich aus anderen Filmen (meist in schwarz/weiß) in den Film geschnitten.
- Eine Szene, in der der Dieb eine Zeitung wegwirft, wird zweimal nacheinander abgespielt.
- Auf dem Friedhof hört man Geräusche von Affen und Elefanten.

## Kritik
„Ein in den kleinsten Nebenrollen exzellent und prominent besetzter Film, der jedoch eindeutig durch die Handschrift seines Autors geprägt ist. Hintersinniger schwarzer Humor und Nonsens wechseln sich ab, sodass – je nach Betrachtungsweise – Kult oder absoluter Schwachsinn geboten wird.“

## Hintergründe
- Der Film erschien genau 20 Jahre nach Ed Woods Tod.
- Während des Films erscheinen gelegentlich Auszüge aus dem Drehbuch, die die aktuelle Filmsituation beschreiben.
- Maila Nurmi (bekannt als Vampira), die in Plan 9 from Outer Space von Ed Wood mitgespielt hatte, hat einen kurzen Auftritt in der Absteige, bei dem sie seelenruhig Karten legt, während der Dieb mit dem Wirt verhandelt.
- Da der Verleih des Filmes Insolvenz anmelden musste, schaffte es der Film weltweit nur auf eine deutsche Videoveröffentlichung. Deshalb sind sämtliche Texte im Film auf Deutsch gehalten. Jedoch war er nicht als Direct-to-Video-Produktion geplant.